# Bråfall
Bråfall (i folkbokföring från 1600-talet och framåt även kallad Bråfallet, i kyrkböcker ibland Bråfalla. I husförhörslängder urskiljs dessutom ofta Bråfall från Bråfalls bruk, med bruksfolket, och Bruket, där bruksinspektoren med familj bodde) är en före detta by med nedlagda gruvor och ett nedlagt järnbruk i sydvästligaste delen av Säters kommun, Silvbergs socken, på gränsen till Norrbärke socken. Bråfall kallas även för Stora Bråfall för att skilja byn från Lilla Bråfall som var en by som låg några kilometer söderut i Norrbärke socken. Bråfall har ett mycket avskilt läge eftersom den väg som är farbar med bil slutar här, och det är cirka 7 km till Ulvshyttan som är närmaste större by. Ett par kilometer norrut ligger den lilla byn Fallet, även kallad Masáns (uttalas med betoning på den andra stavelsen).
På 1940-talet och tidigare såg omgivningarna kring Bråfall helt annorlunda ut än idag. Då fanns hagar och åkrar kring byn, även på södra sidan av ån. Genom småskaligt jordbruk, med en eller ett par kor per hushåll, var flera av familjerna delvis självförsörjande på mat. Åkrar och hagar växte sedan igen med granskog.

## Historia
Vid arkeologiska utgrävningar i Bråfall, i samband med ombyggnad av det lilla kraftverket, återfanns rester av ett kolhus och en ugn där kol-14-metoden visar att de brukats så tidigt som 1300-talet eller början av 1400-talet. Bråfall omnämns i ett dokument från år 1430 där Lars Olofsson, dekan i Västerås, och (dennes syster) Katarina Olofsdotter i Skärsjö bland annat pantsätter hälften av en gruva i Bråfall i Gessberg. Deras far Olof Tyrgilsson hade varit fogde (landshövding) i Dalarna.
Under 1600-talets början anlade Gilius Gatzman genom eget arbete och omkostnader en masugn i byn som från 1628 till 1797 levererade tackjärn till Grängshammars bruk. Marken i Bråfall där masugnen byggdes tillhörde Gränshammars bruk men själva masugnen ägdes av Gatzman. Vid Gränshammars bruk tillverkades bland annat plåt av detta tackjärn Gilius Gatzman fick många barn och barnbarn varav en del blev kvar i bygden; andra ättlingar fick stor spridning vid norska järnverk. Ganska många av dem som bodde i Silvbergs socken fram till och med 1950-talet var på olika sätt ättlingar till honom.

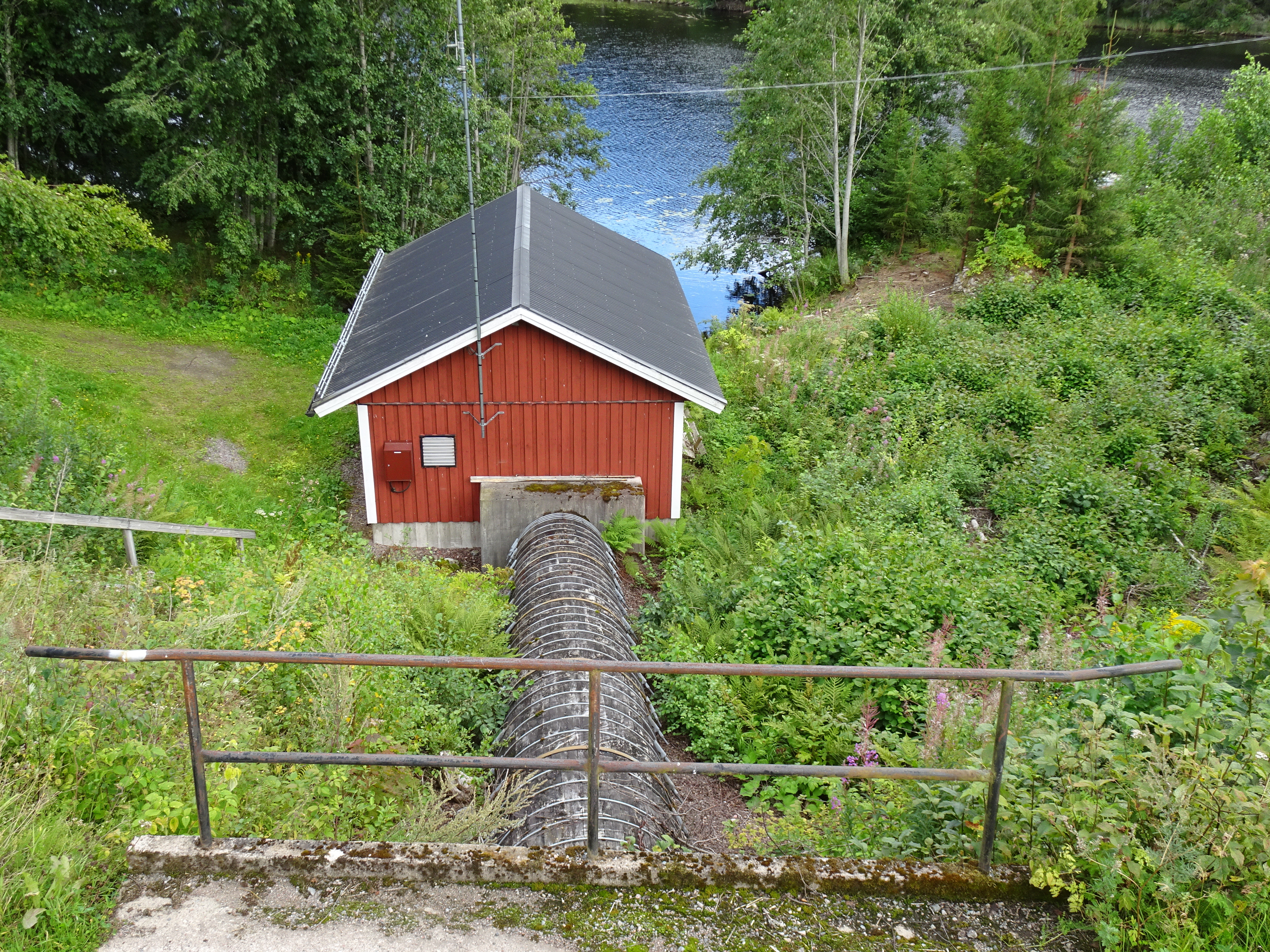
Bråfalls vattenkraftverk, 2016.

 På Lantmäterits karta år 1738 över de viktigaste landsvägarna i Dalarna omnämns Bråfall och är markerat som en plats med en "Ordinarie Loftgård" invid vägen mellan Koppslahyttan och den plats där Ludvika ligger idag.  På Gammelgården i Borlänge står det en större, ditflyttad timmerbyggnad kallad Bråfallsladan, krönt av en vindflöjel med årtalet 1703.
Den sista masugnen i Bråfall brast den 13 februari 1793 vilket ledde till en "en stor smäll" och en stor eldsvåda. Denna masugn byggdes aldrig upp igen utan ersattes av en masugn i Ulvshyttan. Vid den tiden fanns det till och med en herrgård i byn och byn hade cirka 100 invånare. Därefter minskade folkmängden markant.
Mellan 1870 och 1919 skedde återigen kontinuerlig järnmalmsbrytning i gruvan, i genomsnitt bröts drygt 2000 ton per år (1273 ton år 1879).  I sin djupaste del blev gruvan 120 meter djup. 1904 byggde man om den fallfärdiga dammen och grävde en kanal så att malmen kunde fraktas sjövägen till 500 meter från hyttan i Ulvshyttan. Åtminstone fram till år 1924 hade Bråfall en egen liten skola.
Röda Korset i Borlänge hade i samarbete med dispensärer i Stora Tuna en barnkoloni i byn. 12 barn hade vistats på den i 2 månader sommaren 1924, verksamheten utökades till 24 barn året därpå. Sol, bad och utomhusvistelse ansågs vara bra för barnens hälsa.
1926 byggdes ett litet (205 KW) vattenkraftverk som fortfarande är i drift efter en ombyggnad år 1988.
1930 fanns det enligt församlingsboken 28 invånare i byn; vuxna arbetsföra män var skogsarbetare.
De stora varphögar som fanns ovan jord i Bråfall skall ha haft en betydelsefull roll när Wikmanshytte bruk köpte Ulfshytte Jernverks AB år 1937. Varphögen höjde sig som mest 12 meter över den näraliggande Hemsjön och innehöll cirka 100 000 ton restprodukter, stenar i olika storlekar, från tidigare generationers brytning av järnmalm. De nya ägarna installerade ett eldrivet skrapverk med tillhörande krossverk. I krossverket lastades finkrossad varp på lastbilar. Anrikningen skedde vid andra gruvor, till stor del vid Hästhagsbergs gruva, dit bolaget hade flyttat en kulkvarn. Anrikning innebar att det finkrossade materialet späddes ut med vatten och sedan fick blandningen passera en roterande magnetiserad trumma som drog åt sig de korn som innehöll järn. Transporter gick även till Ulvshyttans järnvägsstation.
När järnmalmsgruvan återöppnades 1939 var det ett problem att stora mängder vatten som måste pumpas bort och att malm låg nära och under Hemsjön. I mars 1941 inträffade en olycka i gruvan då 5 gruvkarlar, varav en var gruvfogden, omkom genom att en rälsgående öppen vagn (en så kallad malmhund), byggd för att forsla upp malm, spårade ur på väg upp ur gruvan; alla som åkte med kastades ur och störtade ned mot gruvans botten. Malmhunden såg ut som en losskopplad grävskopa med öppningen uppåt. Den hade två axlar och fyra små hjul av järn. Den hängde i en lina kopplad till ett spel ovan jord som sköttes av spelstyraren. Vid utredningen efter olyckan framkom att malmhunden var felaktigt byggd. Hjulen var inte koniska (som de är på järnvägarnas godsvagnar) och vagnens axlar var inte parallella. Det var mer eller mindre oundvikligt att vagnen skulle spåra ur förr eller senare. Två män klarade sig genom att de vägrade åka med på den farliga vagnen.
Gruvdriften fortsatte efter olyckan. Gruvan och den stora efterfrågan på ved under andra världskriget och några år därefter gjorde att byn i mitten på 1940-talet som mest hade omkring 60 invånare. Men när gruvan stängts 1947 blev byn i snabb takt nästan helt avfolkad på permanent boende så att det år 1961 bara fanns tre bofasta invånare kvar i byn.
1970 började man riva några större flerfamiljshus i trä som stått tomma i ett antal år. 
En stor timmerlada byggd på 1700-talet i Bråfall flyttades till Gammelgården i Borlänge redan i början på 1900-talet. Fram till och med år 1862 tillhörde Bråfall Stora Tuna församling.
1975 revs den höga gruvlaven av trä. Dessutom transporterades cirka 15 000 ton återstående rester av de gamla varphögarna till Håksbergs gruva för anrikning.
I byn finns ett litet vattenkraftverk, ursprungligen byggt 1926 eller 1928, helt ombyggt 1988.

## Lilla Bråfall

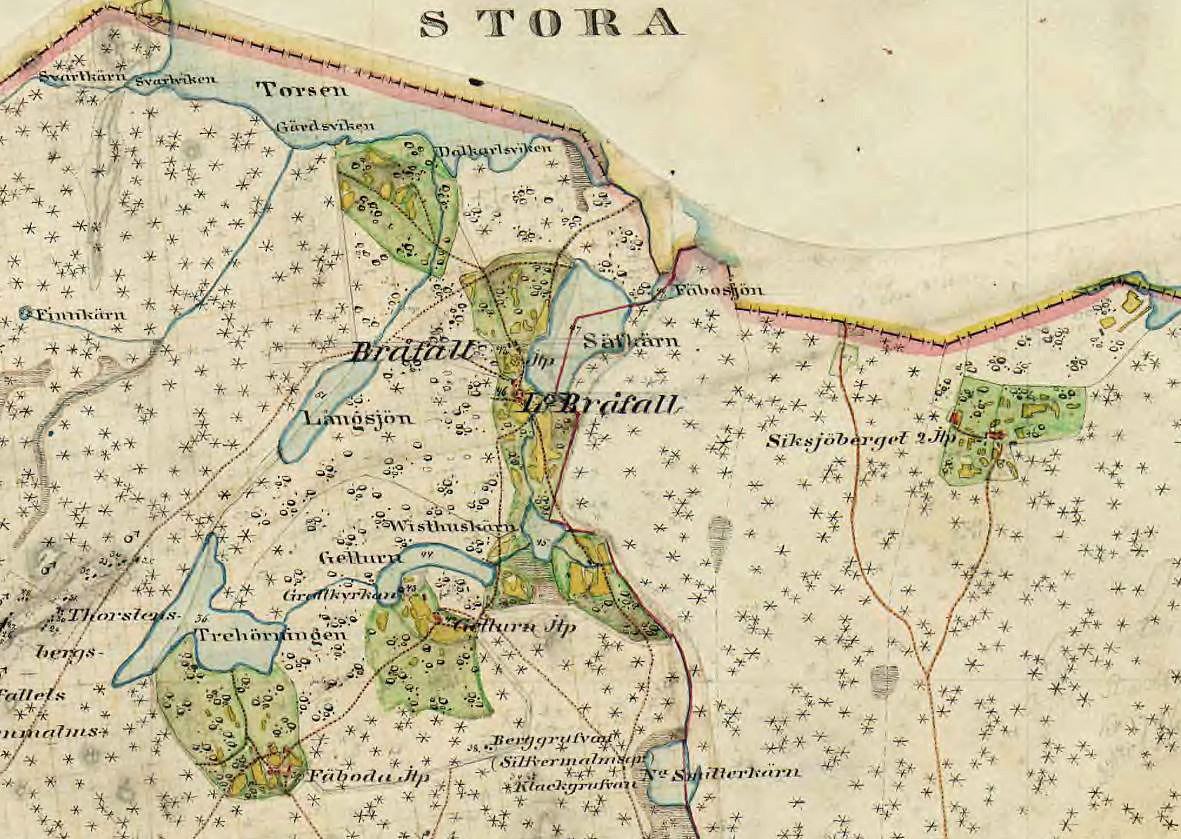
Bråfall och Lilla Bråfall på Häradsekonomiska kartan, 1866.

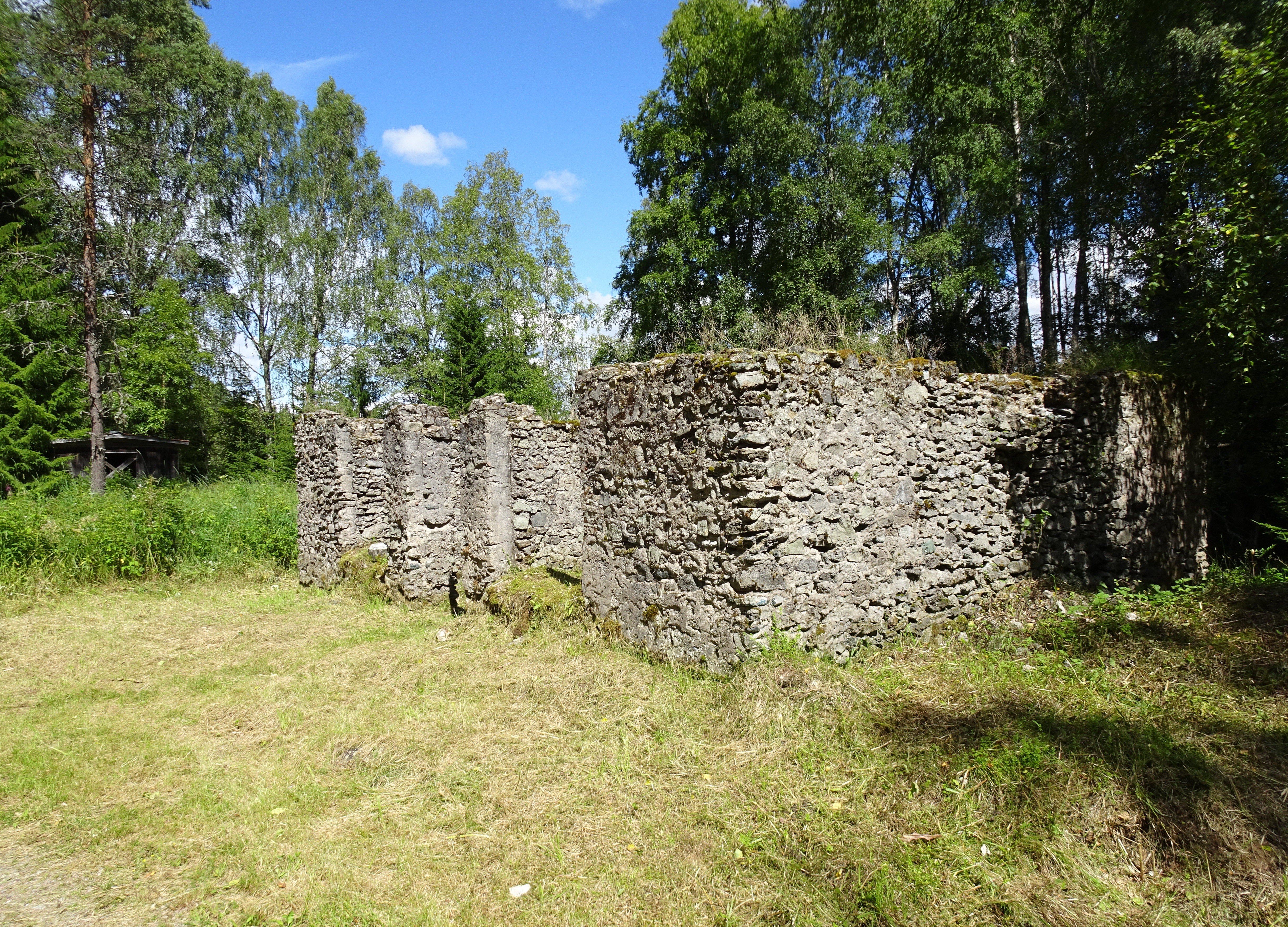
Ruin efter Lilla Bråfall No 2. Uppfördes 1650, brann ner 1934.

Lilla Bråfall bestod på slutet av 1800-talet av 4 eller 5 spridda gårdar som låg vid Sävsjöns västra strand och inom en kilometer därifrån högre upp på berget i nordligaste delen av Norrbärke församling.
Enligt 1880 års folkräkning bodde 18 personer i byn fördelade på  5 familjer. Ibland har Lilla Bråfall använts som ett gårdsnamn på den gård som låg närmast Sävsjön. Backarna var namnet på en annan gård i byn. Byn kallas i officiella dokument ofta bara för Bråfall eller Bråfallet i Norrbärke församling,  dvs inte Lilla Bråfall som byborna själva kallade byn för 100 år sedan. Vuxna män står i folkräkningarna på 1800-tale
t omnämnda som gruvarbetare, arbetare eller kolare. Dessutom drev familjerna jordbruk i mindre skala med en eller ett par kor per familj och andra husdjur. Jordbruket och kolningen medförde att gårdarna gärna låg utspridda i skogen. Det fanns fler enstaka små gårdar i närheten på 1800-talet där man försörjde sig på samma sätt. Med i närheten menas här räknat i kilometer, dåtidens folk var vana att gå långt.
År 1607 utfärdade kung Karl IX ett brev  för evärdeligt tid åborätt till hemman i ”Wester Sölfwerberget” varav två 1/8-dels hemman låg i Lilla Bråfall samt ett på den näraliggande Jätturnvallen. Innehav av åborätt för evärdlig tid skulle ge innehavaren en starkare rättslig ställning än att vara vanlig torpare eller arrendator. Nyttjanderätten skulle kunna gå i arv til en i familjen. Kungens syfte med att ge 6 års skattefrihet till den som ville röja nya gårdar på skogen torde ha varit att stärka kronan genom att öka produktionen av järn och silver i Sverige. För driften av gruvor och hyttor behövdes mer ved och träkol. Utan att ta hänsyn till att kronan (staten) redan upplåtit mark med åborätt för evärdlig tid arrenderade kronan ut en avverkningsrätt på stora skogområden till dem som drev en hytta eller gruva. Precis som med åborätten var syftet att öka statens kassa genom att främja produktonen av järn. Ännu mer komplicerat blev det genom ett beslut på 1811 års riksdag som medförde att ägare av gruvor och hyttor, till ett mycket lågt pris, fick köpa mycket stora arealer där de arrenderade avverkningsrätten av staten. Dessa områden kallades för rekognitionsskog. Före år 1811 gällde att avverkningsrätten på rekognitionsskog återgick till staten om innehavaren inte längre drev gruva eller hytta. Exakt hur det förhöll sig kring Bråfall är det svårt att reda ut.
Överkorsande rättighet till samma mark ledde till extremt långdragna rättsprocesser mellan å ena sidan ägarna till bruk som hävdade att de hade rätt att behandla brukarna av gårdarna som torpare och å andra sidan brukare av gårdarna i Väster Silvberg som hävdade att de ärvt en åborätt till gårdarna som var gällande även om marken bytt ägare. I Lilla Bråfall drev ägarna till det närliggande Schisshytte bruk rättsprocesser mot innehavarna av åborätten för att upphäva åborätt och stubbrätt på grund av påstådda skulder till bruket.  Så sent som år 1999 kom en lag om avveckling av stadgad åborätt; (Lag 1999:292) som gjorde att den som var "rätt innehavare" av en åborätt även blev ägare till marken. Kring Stora och Lilla Bråfall har processen slutat i att en mycket stor del av skogen brukas och ägs av ett fåtal skogsbolag.
Lilla Bråfall övergavs av sina sista invånare 1934 efter att ett boningshus förstörts av en brand.
En liten del av området kring Lilla Bråfall med grottan vid sjön Jätturn är idag naturreservat, en plats med många sällsynta växter på grund av det finns inslag av kalk i berggrunden.